# Чибуйке Нвайву
Чибуйке Нвайву (англ. Chibuike Nwaiwu, нар. 23 липня 2003) — нігерійський футболіст, півзахисник австрійського клубу «Вольфсбергер». Виступав також за клуби «Гартленд» та «Еньїмба». Володар Кубка Австрії.

## Ігрова кар'єра
Чибуйке Нвайву розпочав виступи на футбольних полях у 2021 році в складі команди «Гартленд», в якій грав до 2022 року, взявши участь у 15 матчах чемпіонату.
У 2022 році Нвайву перейшов до клубу «Еньїмба», у складі якого грав до 2024 року. У складі команди з Аби в сезоні 2022—2023 років футболіст став чемпіоном Нігерії.
З 2024 року нігерійський захисник грає в австрійському клубі «Вольфсбергер». У першому ж сезоні виступів Нвайву став у складі команди володарем Кубка Австрії.

## Титули і досягнення
- Володар Кубка Австрії (1):

«Вольфсбергер»: 2024–2025
- Чемпіон Нігерії (1):

«Еньїмба»: 2022—2023